# Perfect Velvet
Perfect Velvet é o segundo álbum de estúdio do grupo feminino sul-coreano Red Velvet. Ele foi lançado em 17 de novembro de 2017 pela S.M. Entertainment e distribuído pela Genie Music. O álbum contém nove faixas, incluindo o single "Peek-A-Boo". Este é o primeiro álbum de estúdio do grupo em dois anos desde o lançamento do The Red em 2015 e o segundo lançamento principal do grupo com foco em seu conceito "Velvet" após o segundo mini-álbum The Velvet, lançado em março de 2016.

## Antecedentes
Em 30 de outubro de 2017, notícias sobre o próximo retorno do grupo apareceram em vários sites de notícias sul-coreanos, que foi confirmado mais tarde naquele dia pela sua empresa, S.M. Entertainment.
À meia-noite de 8 de novembro de 2017, a S.M. Entertainment revelou o nome do novo single do grupo, "Peek-A-Boo", através de um teaser junto com o título de seu segundo álbum completo que conterá nove faixas e sua data de lançamento.
O título refere-se à metade do "Velvet" do conceito do grupo que decorre do significado por trás do nome, onde ''Red" é sua imagem vivida e ousada enquanto ''Velvet'' representa seu lado mais sexy e maduro. Estes dois lados refletem as músicas que elas lançam. Em entrevista à X Sports News em 8 de novembro, a S.M. Entertainment afirmou que pretende mostrar "uma versão atualizada" do conceito "Velvet".

## Composição
Perfect Velvet tem nove faixas que apresentam principalmente pop eletrônico, dance-pop, pop urbano e gêneros de R&B. A primeira faixa do álbum "Peek-A-Boo" foi descrita como uma música dance-pop up-tempo com partes viciantes. "Look" é uma música de dança disco-denominada composta por Jinbo e Sumin, que também compuseram a música junto com Charli Taft e Daniel "Obi" Klein, que anteriormente trabalharam com o grupo para o último single "Red Flavor". "I Just" é uma música pop eletrônica com um baixo futurista e som de sintetizador distinto composta por Aventurina King, Kim Boo-min, John Fulford com arranjo do artista EDM sul-coreano e DJ, Hitchhiker e sua letra coreana escrita por Kim Boo-min. A quarta faixa "Kingdom Come" foi notada como uma música de R&B com uma batida gentil e uma melodia suave. Foi escrita por Lee Seu-ran da Jam Factory com música de Deez, Ylva Dimberg e foi produzida por The Stereotypes. "My Second Date" foi caracterizada como uma faixa de dança pop mid-tempo, composta por James Wong, Sidnie Tipton e Sophie Stern com letras de Jeon Gan-di. "Attaboy" tem elementos de hip-hop e uma melodia de gancho legal. Foi escrito pela letrista da SM Entertainment Kenzie, que também compôs a música com Ylva Dimberg e The Stereotypes. "Perfect 10" é uma música urbana de R&B composta por Charli Taft, Daniel "Obi" Klein e Deez com letras de Cho Yoon-kyung. "About Love" é uma música pop urbana de meio-tempo produzida por re:one que também compôs a faixa com Davey Nate. Suas letras foram escritas por 1월 8일 da Jam Factory. A faixa final "Moonlight Melody" é uma balada acústica com uma delicada melodia de piano, escrita e composta por Lee Joo-hyung de Monotree e Kwon Deok-geun.

## Promoções
O grupo começou a lançar teasers para o próximo retorno em 8 de novembro em suas contas oficiais de mídia social, que foram seguidas por fotos teasers individuais dos membros e uma prévia de uma faixa do álbum em cada dia até 16 de novembro. Para continuar promovendo o seu retorno, o grupo realizou um showcase no dia 16 de novembro, que foi organizado pela colega de empresa Taeyeon, onde elas discutiram seu álbum e performaram a faixa principal "Peek-A-Boo" pela primeira vez. No mesmo dia, elas apareceram em uma transmissão ao vivo através do aplicativo Naver, V Live.

## Lista de faixas
| N.º            | Título                        | Letras                    | Música                                                 | Duração |  |
| 1.             | "Peek-A-Boo" (피카부; Pikabu) | Kenzie                    | Moonshine, Cazzi Opeia, Ellen Berg Tollbom             | 3:09    |  |
| 2.             | "Look" (봐; Bwa)              | Sumin, Jinbo              | Charli Taft, Daniel "Obi" Klein, Jinbo, Sumin          | 4:05    |  |
| 3.             | "I Just"                      | Kim Boo Min               | Aventurina King, Hitchhiker, Kim Boo Min, John Fulford | 3:08    |  |
| 4.             | "Kingdom Come"                | Lee Seu-ran (Jam Factory) | The Stereotypes, Deez, Ylva Dimberg                    | 3:30    |  |
| 5.             | "My Second Date"              | 전간디                    | James Wong, Sidnie Tipton, Sophie Stern                | 3:14    |  |
| 6.             | "Attaboy"                     | Kenzie                    | Kenzie, The Stereotypes. Yiva Dimberg                  | 3:16    |  |
| 7.             | "Perfect 10"                  | Cho Yoon Kyung            | Charli Taft, Daniel "Obi" Klein, Deez                  | 3:29    |  |
| 8.             | "About Love"                  | 1월 8일 (Jam Factory)     | RE:ONE, Davey Nae                                      | 3:26    |  |
| 9.             | "Moonlight Melody"            | Monotree                  | Lee Joo-hyung (Monotree), Kwon Deok-geun               | 3:40    |  |
| Duração total: | Duração total:                | Duração total:            | Duração total:                                         | 30:56   |  |